# Miusa妙莎
Miusa妙莎（1998年8月10日—），台灣桃園市人，台灣女歌手。2013年参加的選秀節目《超級偶像8》的比賽，闖進前20名。2020年在《綜藝大熱門》的節目中正式出道。2022年12月18日，發行第一張專輯《MIUSA 同名專輯》。2023年4月27日，参加的綜藝節目《青年π計劃》。8月1日，發行第二張專輯《SweetBox》。

## 個人生活
妙莎生於中華民國桃園市，家庭成員除了媽媽還有一位同母異父的妹妹，從小被媽媽的堅強和努力感染。因為媽媽要外出賺錢供養姐妹倆上學，妙莎兼顧學習的同時，還要照顧更年幼的妹妹。正是那時，當看到電視中，歌手們在舞台上盡情釋放和展現自己，每一節跳動的旋律，都變成一道道美妙的光芒，照進妙莎的心中，為她點燃希望，這也是她愛上音樂的原因。

## 演藝經歷
2013年参加的選秀節目《超級偶像8》闖進了前20名。
2020年在《綜藝大熱門》的節目中正式出道。
2023年4月27日，参加的綜藝節目《青年π計劃》，7月14日，節目進入總決選以排名第4名，成為六邊形戰士。

## 音樂作品

### 專輯
| 專輯 | 專輯資料                                                   | 曲目 |
| 1    | 《MIUSA 同名專輯》 - 發行日期：2022年12月18日 - 語言：中文 | 曲目 1. A Thousand Guns 2. 日出之前 3. 知己的知己 4. 給十年後的自己 5. 你說的都對 6. 忘了眼淚 7. 烏煙 8. 不看 |
| 2    | 《SweetBox》 - 發行日期：2023年8月1日 - 語言：中文         | 曲目 1. Bon Bon 2. 我的答案                                                                                   |

### 個人單曲
| 年份 | 日期    | 曲目             | 作詞       | 作曲              | 備註 |
| 2025 | 5月9日  | 《你會幸福就好》 | 妙莎 Miusa | 妙莎 Miusa 陳歐文 |      |
| 2025 | 6月27日 | 《化成星星的你》 | 妙莎 Miusa | 妙莎 Miusa 陳歐文 |      |

### 受邀合唱單曲
| 日期          | 曲目       | 專輯             | 備註         |
| 2023年12月5日 | 《有點愛》 | 羅志祥《舞狀元》 | 與羅志祥合唱 |

## 影視作品

### 綜藝節目
| 年份   | 日期             | 電視台     | 節目名稱       | 集數    | 備註             |
| 2013年 | 7月21日-9月29日  | 三立電視   | 《超級偶像8》  | 11      |                  |
| 2020年 | 5月30日          | 三立都會台 | 《綜藝玩很大》 | 第303集 |                  |
| 2020年 | 6月6日           | 三立都會台 | 《綜藝玩很大》 | 第304集 |                  |
| 2020年 | 9月12日          | 三立都會台 | 《綜藝玩很大》 | 第318集 |                  |
| 2020年 | 9月19日          | 三立都會台 | 《綜藝玩很大》 | 第319集 |                  |
| 2021年 | 4月24日          | 三立都會台 | 《綜藝玩很大》 | 第349集 |                  |
| 2021年 | 5月1日           | 三立都會台 | 《綜藝玩很大》 | 第350集 |                  |
| 2021年 | 9月11日          | 三立都會台 | 《綜藝玩很大》 | 第361集 |                  |
| 2021年 | 9月18日          | 三立都會台 | 《綜藝玩很大》 | 第362集 |                  |
| 2023年 | 3月4日           | 三立都會台 | 《綜藝玩很大》 | 第436集 |                  |
| 2023年 | 3月11日          | 三立都會台 | 《綜藝玩很大》 | 第437集 |                  |
| 2023年 | 4月27日－7月17日 | 芒果TV     | 《青年π計劃》  | 12      | 第四名           |
| 2023年 | 8月9日           | 三立都會台 | 《綜藝大熱門》 |         | 十年之最頒獎典禮 |

## 活動演出
| 日期          | 活動名稱                   | 地點               | 備註 |
| 2023年8月19日 | 2023宜蘭情人節             | 南方澳第三漁港廣場 |      |
| 2023年8月20日 | MyMusic巴洛克花園音樂派對  | 松山文創園區       |      |
| 2023年8月25日 | MIAMI night 魅力邁阿密之夜 | 微風信義           |      |

## 外部連結
- Miusa妙莎的Instagram帳戶
- Miusa妙莎的Facebook專頁
- YouTube上的Miusa妙莎頻道
- Miusa妙莎的新浪微博